# آبشار لگ هالو
آبشار لگ هالو (به انگلیسی: Log Hollow Falls) آبشاری است که در کارولینای شمالی، ایالات متحده آمریکا واقع شده و ارتفاع کلی ریزشگاه آن ۳۰ فوت (۹ متر) است.